# 吉田尚記のオールナイトニッポン
吉田尚記のオールナイトニッポン（よしだひさのりのオールナイトニッポン）は、ニッポン放送系列で放送されたオールナイトニッポンシリーズの特別番組。パーソナリティはニッポン放送アナウンサーの吉田尚記。初回は2004年8月10日に放送された。以降も年越しを中心に不定期番組として放送される。本稿では吉田尚記のゲームナイトニッポンについても述べる。

## 吉田尚記のallnightnippon-r
『吉田尚記のallnightnippon-r』は、2000年10月7日から2001年3月31日まで毎週土曜日にニッポン放送以外のallnightnippon-rネット局（裏送り）で放送されたラジオ番組。放送時間は 28:30-29:00。
前番組は荘口彰久のallnightnippon-r 世紀末!東京道中膝栗毛。2000年10月7日から前時間帯（25:00-27:00）に放送されていた玉川美沙の@llnightnippon.com 玉川音楽堂と放送枠を統合したまそう音楽堂として 25:00-28:30に放送されたため、空いた28:30-29:00の裏送り枠を吉田尚記がパーソナリティを担当した。
番組後半は「辞表」という当時入社2年目の吉田尚記がいつニッポン放送を辞めてもいいようにリスナーから辞表を考えてもらうネタコーナーがあった。

## 吉田尚記のゲームナイトニッポン
『吉田尚記のゲームナイトニッポン』は、2003年4月から2004年3月までの最終金曜日にニッポン放送系列で放送されたラジオ番組。放送時間は 27:00-28:30。『オールナイトニッポンR スペシャルナイト』の枠で吉田尚記がパーソナリティを担当した。

## ローズオンライン Presents 吉田尚記のゲームナイトニッポン
『ローズオンライン Presents 吉田尚記のゲームナイトニッポン』は、オンラインゲーム（MMORPG）『ローズオンライン』を運営するフェイスとニッポン放送とのタイアップによって企画・制作されたラジオ番組。同ゲームと連動した内容で番組構成された。吉田尚記がパーソナリティを担当し、ニッポン放送系列で放送された。全3回。放送日時は、2005年10月29日、11月26日、12月17日いずれも土曜日の27:00-28:30。『オールナイトニッポンR スペシャルナイト』枠

## 吉田尚記のオールナイトニッポンR　ミューコミ+プラス・ノイタミナ合同新年会
『吉田尚記のオールナイトニッポンR　ミューコミ+プラス・ノイタミナ合同新年会』は、2011年1月8日3:00 - 5:00(2011年1月7日27:00 - 29:00)にニッポン放送・NRN系列で放送された特別番組。「オールナイトニッポンRスペシャルナイト」枠で放送された。
今回は、ニッポン放送で放送されている、「ミュ〜コミ+プラス」と、フジテレビ系列で放送中のアニメレーベル枠「ノイタミナ」との合同新年会ということで、1月からノイタミナ枠で放送される「フラクタル」のストーリー原案である東浩紀を迎え、今回の「フラクタル」にまつわる話などを、吉田と熱く討論したほか、ミュ〜コミ+プラス同様、生放送中にリアルタイムでツイッターの声を拾うなどしながら放送された。
タイムテーブル通り、南海放送・西日本放送・高知放送・熊本放送では4:00で飛び降り終了、また、制作局のニッポン放送も4:30で終了し、その他の局へは後半30分は裏送りでの放送となった。

## 年越しor新春特番シリーズ

### 吉田尚記のオールナイトニッポン feat.ミュ〜コミ+(プラス)
『吉田尚記のオールナイトニッポン feat.ミュ〜コミ+(プラス)』は、2010年1月1日0:00 - 5:00(2009年12月31日24:00 - 29:00)にニッポン放送・NRN系列で放送された、年末年始特別番組である。パーソナリティーは吉田尚記ニッポン放送アナウンサー。24時台はニッポン放送とSTVラジオのみ放送。25時台と26時台はオールナイトニッポンネット局に準じてネット。27時台と28時台はくり万太郎のオールナイトニッポンRネット局に準じてネットされた。制作局のニッポン放送は4:30-12:00で飯田浩司と増田みのりをパーソナリティーに「ニッポン放送新春スペシャル　飯田浩司の聴くとハッピーニューイヤー2010 ～世界の国からめでタイガー～」放送のため飛び降り。以降は裏送り）。当番組を唯一フルネットしたSTVラジオは6年4か月後の2016年4月4日より『ミュ〜コミ+プラス』のネットを開始した。
ミューコミで行なっていた2009年年間のレコチョク着うたフルtop30、タワーレコードシングル売上top10を発表の他、アーティスト、音楽関係者との生電話、メッセージを流した。
さらに、番組公式twitterアカウントを作り、そこでメッセージを募集した。また、そのリアルタイムにメッセージが送れ、読めるという機能を使い、twitter大喜利を開催した。尚、メッセージや大喜利はメールでも同時に募集を行い、これ以降、吉田はtwitterを続けることとなった。この時間、「あけましておめでとう」や「Happy newyear」よりも番組アカウントが多くアクセスされた。同番組内でtwitter大喜利が採用された理由については、上層部の評価が高かったためと宇宙GメンEX内で本人が語っている。
この番組上で2010年1月4日から新番組ミュ〜コミ+プラスを開始することを発表した。

### 吉田尚記のオールナイトニッポン年越しスペシャル お年玉!初笑いデリバリー
『吉田尚記のオールナイトニッポン年越しスペシャル お年玉!初笑いデリバリー』は、2011年12月31日（23:00 - 25:00、以下1部）および2012年1月1日（5:00 - 6:00、以下2部）に渡り、ニッポン放送・NRN系列で放送された2部構成の特別番組（年越し番組）。また、番組の放送前（22:00 - 23:00）にはTwitter上でテキスト生放送も行われた。
アシスタントに熊田曜子（1部のみ）、ゲスト（レポーター）に小島よしお、磁石。
2011年12月26日に吉田が担当する『ミュ〜コミ+プラス』内で放送が告知され、12月29日までに概要が発表された。
1部では「笑い飛ばしたいこと」というテーマでメールを募集し、スタジオの吉田と熊田はそれらを読みあげ、小島、磁石はそれぞれの中継地点からレポートを担当。なお年越しの前後、吉田が小島らによるドッキリ企画によってスタジオから出たため、その間はアシスタントの熊田が1人で番組進行。その際、『熊田曜子のオールナイトニッポン』と称した。一方の吉田曰く、「年越しの瞬間、路上に赤信号が灯ったので待っていた」。
1部終了後は、吉田が小島に合流し、磁石と2手に分かれてリスナーの自宅に出向き、初笑いを届けるという企画が進行され、内包扱いで通常通り放送されだ『オードリーのオールナイトニッポン』や『近藤夏子のオールナイトニッポンR』でその模様が中継された。
5:00から2部を関東ローカルで1時間放送。吉田が生電話して新年のあいさつを伝えるという企画を中心に進行。6:00を以って7時間の長丁場となった番組は終了した。
5:12頃に元旦のニュースと天気予報を栗村アナウンサーが担当、また5:50頃にお正月交通情報を放送したために中断。また、2部の冒頭は平田信容疑者出頭関連のレポートから入った。

### 吉田尚記のオールナイトニッポン 2013年今旬なヤツらが大集合! お前の夢を叶えちゃうんだZ〜!
『吉田尚記のオールナイトニッポン 2013年今旬なヤツらが大集合! お前の夢を叶えちゃうんだZ〜!』は、2013年1月1日（1:00 - 5:00）に、ニッポン放送・NRN系列で放送された特別番組。27時まではJRN系列のCBCラジオでも、27時以降は独立局のラジオ関西でも放送された。ラジオ関西への配慮からか、27時以降は『吉田尚記のオールナイトニッポンZERO 2013年今旬なヤツらが大集合! お前の夢を叶えちゃうんだZ〜!』を名乗る。
第63回NHK紅白歌合戦出演直後のももいろクローバーZの百田夏菜子と高城れにが生出演。

結果的に「お前の夢を叶える」役割を担ったのはゲストパーソナリティではなく吉田であり、都内を奔走したのちに帰ってきたが、27時台になって、NoGoDの団長が出演し、罰としてまた外へ。

結果的に放送終了時刻には間に合わず、吉田はエンディングに出演しないまま終了となった。

### 吉田尚記のオールナイトニッポン 年初めからサブカル!?スペシャル
『吉田尚記のオールナイトニッポン 年初めからサブカル!?スペシャル』は、2014年1月1日（1:00 - 5:00）に、ニッポン放送・NRN系列で放送された特別番組。前年同様27時まではJRN系列のCBCラジオでも、27時以降は独立局のラジオ関西でも放送された。
ゲストはサンキュータツオ。吉田の得意分野である音楽・アイドル・アニメ・デジタルなどのサブカルチャーの話題を扱う生放送で、事実上『ミュ〜コミ+プラス』や2012年ナイターオフに放送された『吉田尚記 BUZZ ニッポン』の延長線ともいえる。
石崎ひゅーいや洲崎綾などがゲスト出演した。

### オールナイトニッポンGOLD ゆく・アイドル、くる・アイドル ガールズカウントダウン!!
『オールナイトニッポンGOLD ゆく・アイドル、くる・アイドル ガールズカウントダウン!!』は、2014年12月31日（22:00 - 24:53）に、ニッポン放送・NRN系列で放送された特別番組。ネット局は24:00、東北放送は23:50飛び降り

### 吉田尚記のオールナイトニッポン 年越しスペシャル
『吉田尚記のオールナイトニッポン 年越しスペシャル』は、2016年12月31日から翌2017年1月1日（23:30 - 25:00）にかけて、ニッポン放送・NRN系列で放送された特別番組。ネット局は『オールナイトニッポンサタデースペシャル 大倉くんと高橋くん』に準拠だが、北海道放送、新潟放送、北陸放送、静岡放送、山陽放送、中国放送、南海放送、RKBラジオ、宮崎放送、ラジオ沖縄は自社製作の年越し特番を放送し、東海ラジオは文化放送制作の年越し特番を放送した。
久保ミツロウと加藤鷹が生出演した。